# Positiv (Film)
Positiv (englischer Titel: Positive) ist ein Dokumentarfilm aus dem Jahr 1990 von Rosa von Praunheim.

## Handlung
Positiv handelt vom Umgang der homosexuellen Community und ihrer Aktivisten mit HIV/AIDS in New York City, die für Aufklärung und die Rechte von Infizierten und Erkrankten kämpfen. Zu den Protagonisten des Films gehören unter anderem Larry Kramer und Diamanda Galás.

## Notizen
Positiv ist der erste Teil von Rosa von Praunheims Aids-Trilogie. Es folgten Schweigen = Tod (1990) und Feuer unterm Arsch (1991).
Der TV- und Kinofilm feierte 1990 seine Uraufführung bei den Internationalen Filmfestspielen von Berlin. Positiv wurde unter anderem im selben Jahr beim Edinburgh International Film Festival gezeigt. Im Fernsehen wurde der Film erstmals 1991 im WDR ausgestrahlt.

## Rezeption
Der Regisseur, der Film und das Thema beeindruckten die Kritik: „Von Praunheim ist genau der richtige Mann für den Job, den er mit den Filmen Schweigen = Tod und Positiv übernommen hat: Er hat den Weitblick, das Mitgefühl und die Härte und, ja, auch den Humor, der nötig ist, um die AIDS-Epidemie erträglicher zu machen.“ (Los Angeles Times) Die Zeitung The Guardian schrieb 1992, Schweigen = Tod und Positiv seien die besten Filme über AIDS, die es geben würde.

## Auszeichnungen
1990: Teddy Award der Berlinale – Bester Dokumentarfilm (zusammen mit Schweigen = Tod)